# Waja
株式会社waja（ワジャ）は株式会社BAXSの旧社名で、ササゲに特化したSaaS型クラウドサービス「PANAMA」を運営する日本の企業である。

## 沿革
- 2003年 - 有限会社轍ジャパン設立
- 2004年 - 商号を「有限会社waja」に、本店を「千葉県市川市妙典2-7-17」に移転
- 2005年 - ショッピングサイト「海外ファッション通販waja」オープン
- 2007年
  - 商号を「株式会社waja」に変更　
  - 第三者割当増資により資本金3,850万円へ
  - 本店を「東京都港区麻布台3-4-11」に移転
- 2008年 - 第三者割当増資により資本金9,410万円へ
- 2009年
  - 第三者割当増資により資本金1億5,010万円へ[1]
  - 海外ファッション通販wajaサイトリニューアル、ブランド公式出品商品の販売開始[2]
- 2011年 - 海外ファッション通販wajaAndroidアプリリリース[3]
- 2012年 - 理由がわかるアウトレット通販サイト「REASONアウトレット」オープン[4]
- 2013年 - 「FASHION CHARITY PROJECT」オープン[5]
- 2015年 - 株式会社リブセンスと資本提携[6]
- 2016年 - REASONアウトレットにPREMIUM BRAND Avenueを統合[7]
- 2017年 - 資本金を9,000万円に減資
- 2018年 - 経営陣によるMBO実施
- 2019年 - マーケット事業（ファッション通販サイト「waja」、「REASONアウトレット」、「FASHION CHARITY PROJECT」の運営）を株式会社デファクトスタンダードに譲渡
- 2020年 - KIBOKO株式会社と合併し、株式会社BAXSに商号変更

## 概要
代表取締役会長の小安光司が、世界一周中に構想を得て、世界各国のバイヤーが商品を出品するマーケットとして、「海外ファッション通販サイトwaja」を始める。
その後、REASONアウトレットでファッションブランドの販売仲介、「善意だけに頼らない仕組みで継続的な寄付を促したい」という思いから寄付と節税を両立できるFASHIONCHARITYPROJECTをオープンさせる。
2018年、自社サイト運営におけるフルフィルメントのノウハウを活かし、ささげに特化したクラウドサービス「PANAMA」をスタート。2019年には、マーケット事業を譲渡し、プラットフォーム事業（ささげに特化したクラウドサービス「PANAMA」）に注力している。
2020年、KIBOKO㈱（現㈱BAXS）と合併し、㈱wajaは閉鎖した。現在もささげに特化したクラウドサービス「PANAMA」を継続している。